# Geely GSe
Geely GSe — электромобиль на базе кроссовера Geely Emgrand GS, серийно выпускаемый с 2019 года.
Впервые автомобиль представлен 9 июня 2018 года. Представляет собой базовую модель Geely Emgrand GS, но с передним бампером без радиаторной решётки, видоизменённым задним бампером и баком с зарядным устройством справа впереди. Заряд аккумулятора занимает 9 часов (до 80% — за полчаса). Серийно автомобиль производится с 2019 года. Режимы движения — ECO и Sport. Двигатель развивает мощность до 163 л. с.
Для удобства автомобиль оборудован сетью Интернет, беспроводным зарядным устройством Qi, двумя сенсорными экранами, голосовыми связками, системой навигации, круиз-контролем, климат-контролем и электростеклоподъёмниками. Рулевое колесо — многофункциональное.
Виды двигателей — Geely 500 и Geely 600.

## Галерея[6]

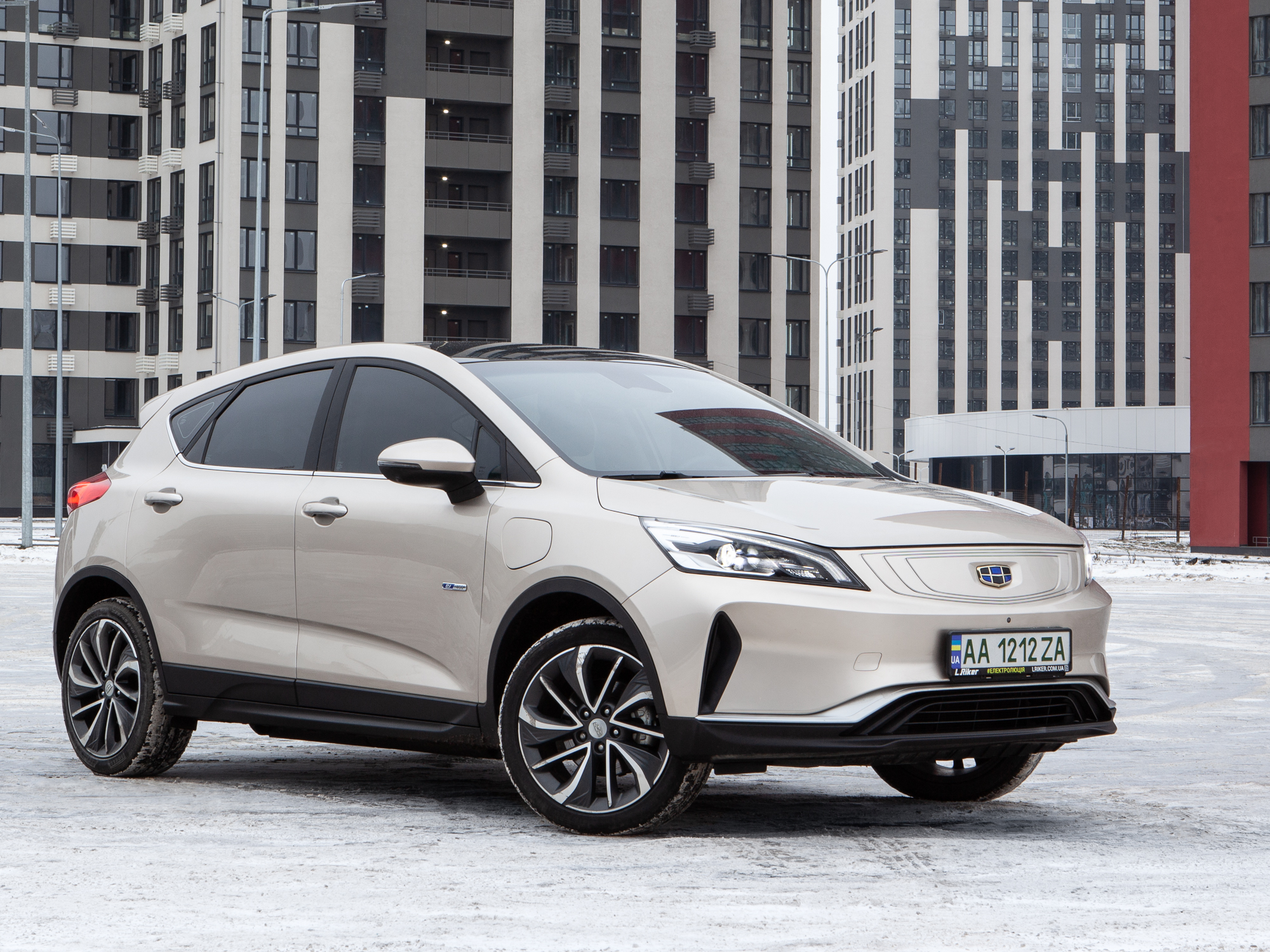
Geely Emgrand GSe (вид справа спереди)
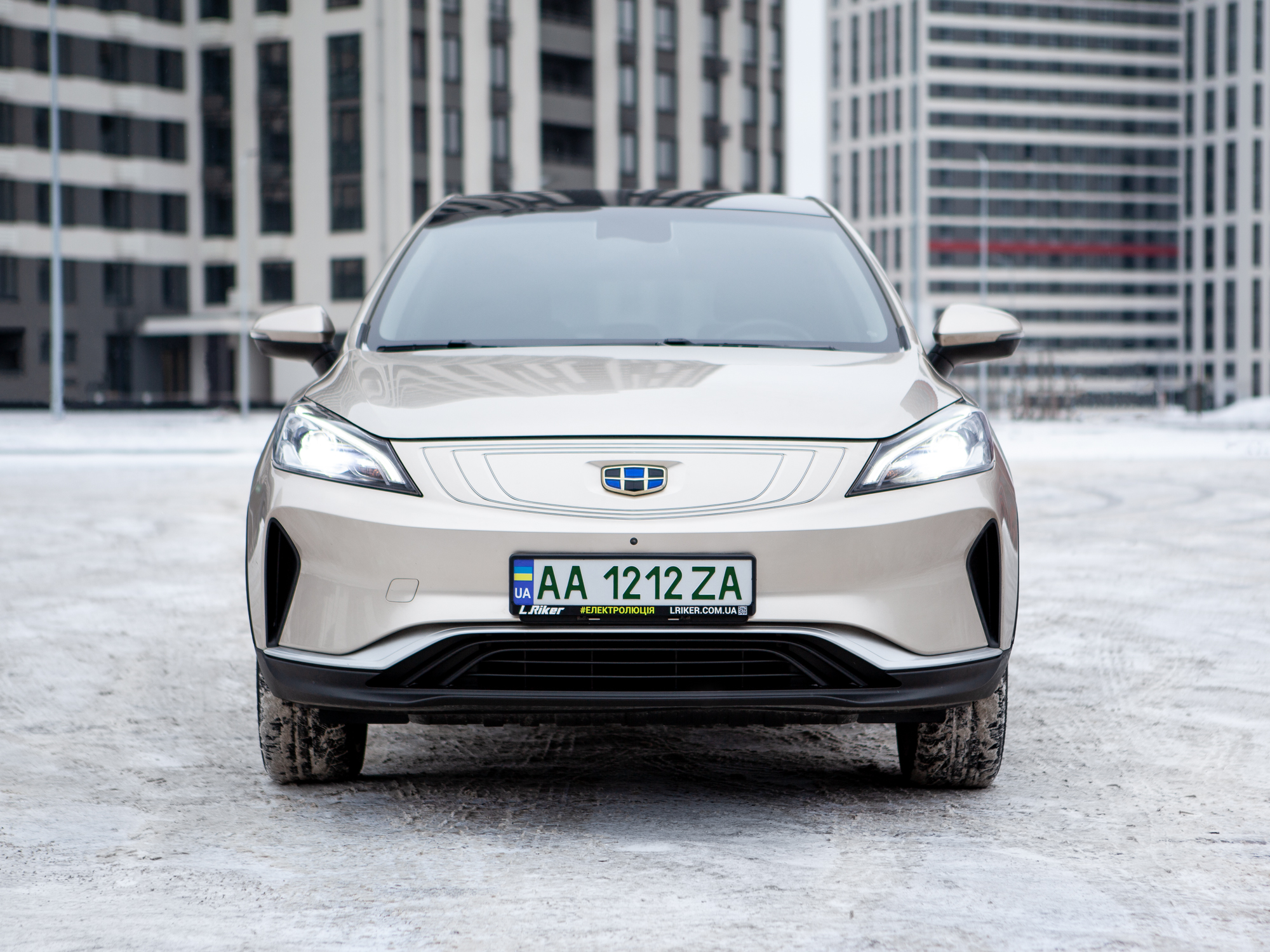
Geely Emgrand GSe (вид спереди)
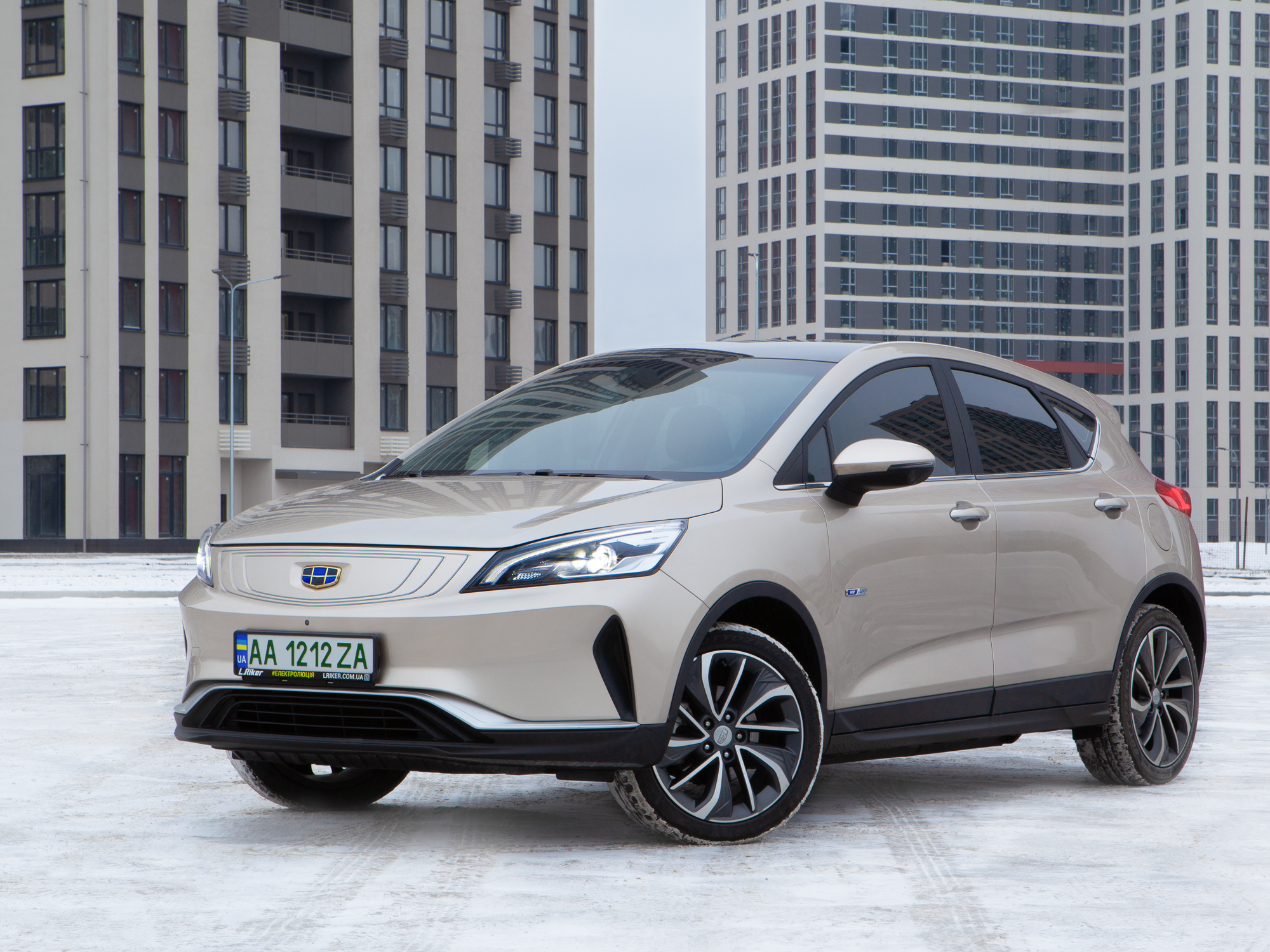
Geely Emgrand GSe (вид слева спереди)
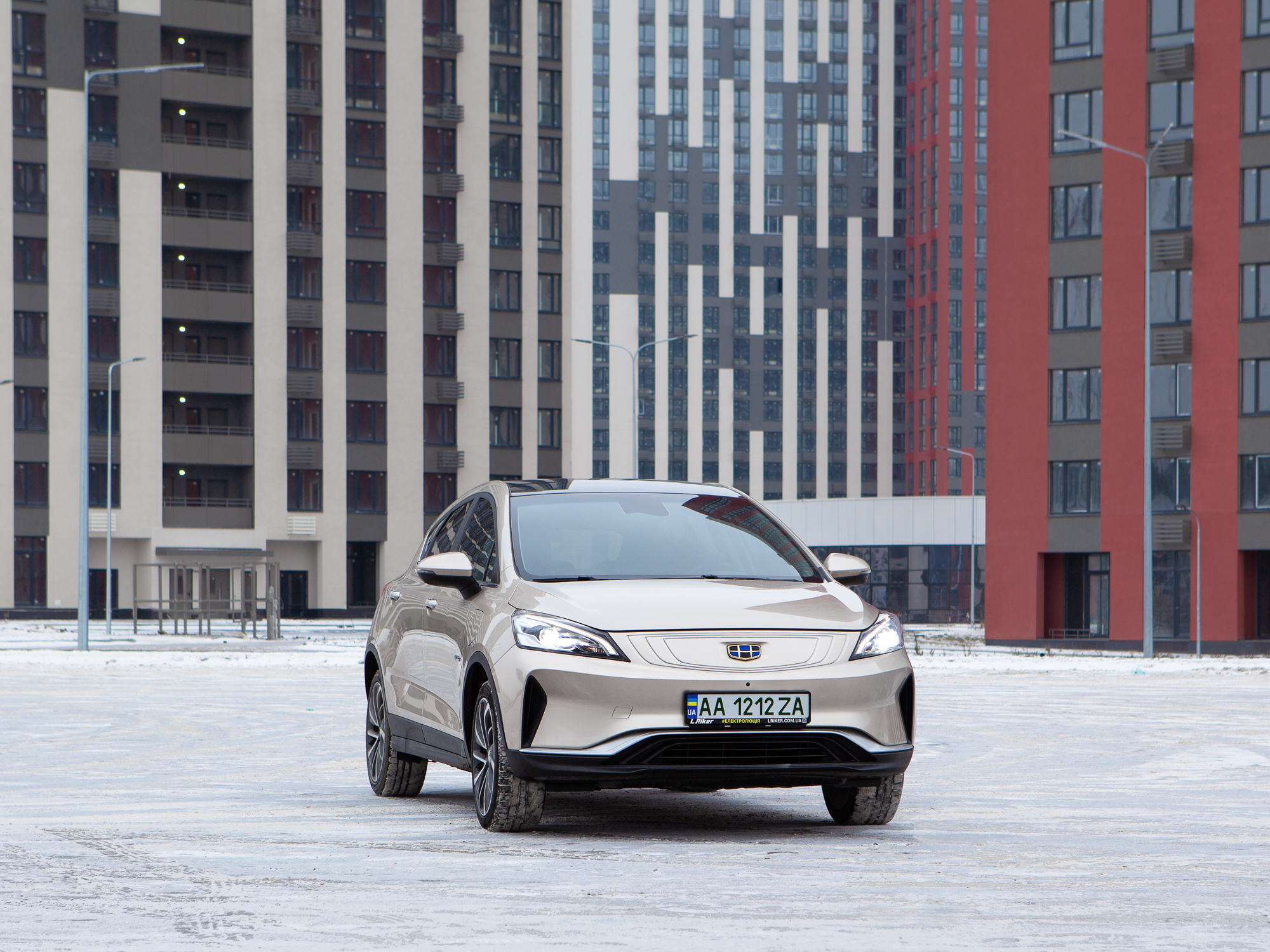
Geely Emgrand GSe (вид издалека)
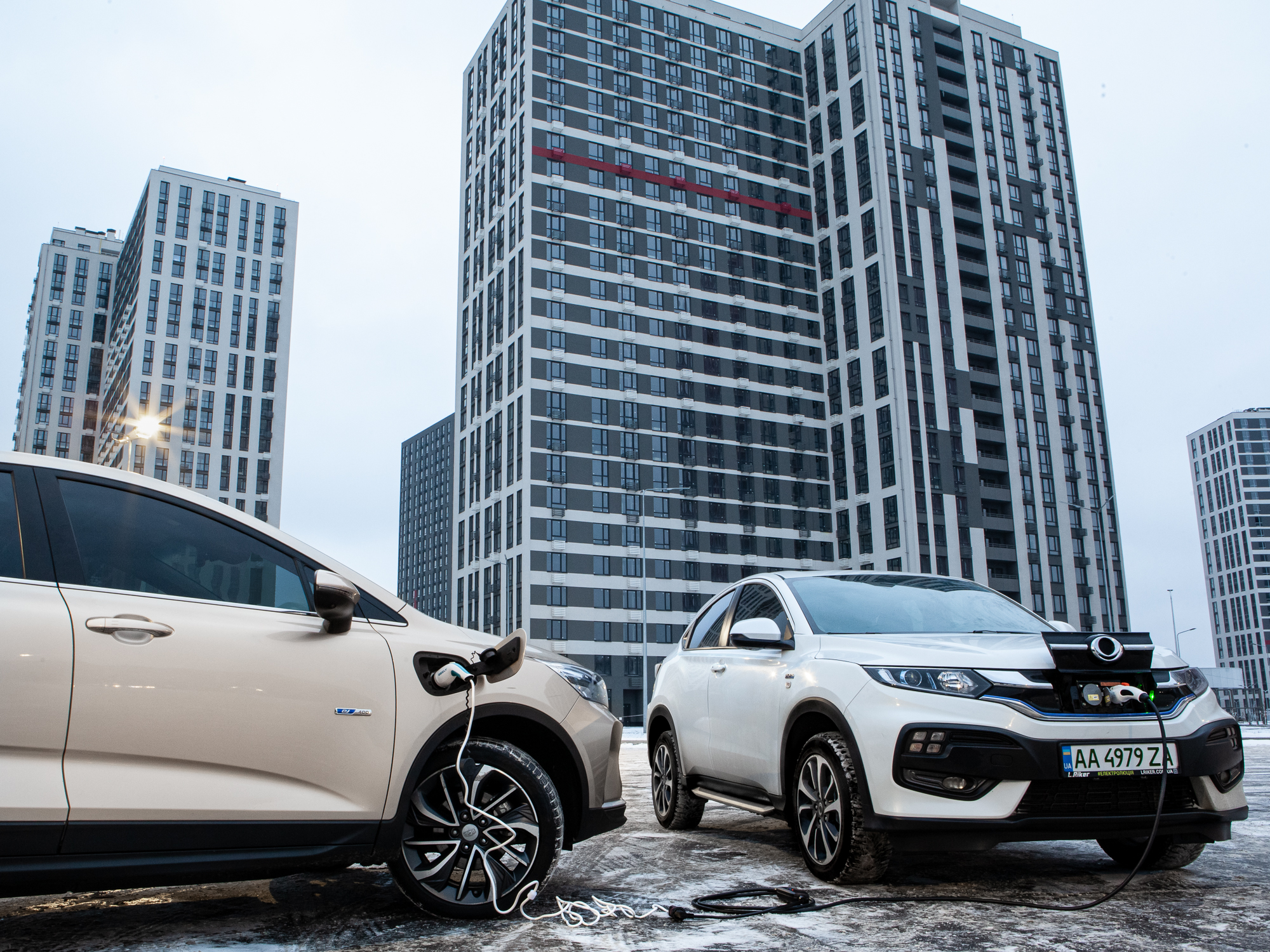
Заправка автомобилей